# Das Doppelleben des Dr. Clitterhouse
Das Doppelleben des Dr. Clitterhouse (im Original The Amazing Dr. Clitterhouse) ist eine US-amerikanische Krimi-Parodie von Anatole Litvak aus dem Jahre 1938. Das Drehbuch basiert auf einem erfolgreichen Broadway-Stück, das Barré Lyndon schrieb und drei Monate am Broadway lief. Die Erstaufführung in Deutschland fand am 8. Juli 1978 im deutschen Fernsehen in der ARD statt.

## Handlung
Dr. Clitterhouse, Arzt der oberen Zehntausend in New York, will die medizinischen Gesichtspunkte verbrecherischen Verhaltens untersuchen. Dafür führt er Selbstversuche durch, bei denen er gewagte Raubzüge ausführt und währenddessen und auch danach seinen Blutdruck, Puls und Temperatur misst. Vier große Juwelendiebstähle glücken ihm, da er als Arzt viel Umgang und leichten Zugang mit den Reichen hat. Von einem seiner Patienten, Inspektor Lewis Lane, erfährt er von dem größten Hehler der Stadt, Joe Keller. Clitterhouse sucht ihn auf, um sein Diebesgut zu verkaufen, findet aber heraus, dass besagter Hehler eine Frau namens Jo ist. Der Doktor kann Jo und den Dieb Rocks Valentine für sich einnehmen und tritt der Räuberbande bei.
Dr. Clitterhouse gibt vor, für sechs Wochen nach Europa zu reisen. In seinem Doppelleben wird er „Professor“ genannt. Er beginnt, die Führerschaft der Bande an sich zu reißen und Jos Bewunderung zu erlangen, was Rocks gegen ihn aufbringt. Bei einem Raub in einem Warenhaus wird Clitterhouse von Rocks in ein Kühllager gesperrt. Doch einer der Bandenmitglieder, der von Jo beauftragt wurde, den Professor zu beschützen, befreit den Arzt. 
Nach den sechs Wochen seiner vorgegebenen Reise will Clitterhouse das Experiment beenden, zumal er genug Ergebnisse hat. Dabei findet Rocks die wahre Identität des Arztes heraus und versucht ihn zu erpressen. Rocks will erreichen, dass Clitterhouse weiterhin die Raubzüge plant und Risiken eingeht, aber er, Rocks, den Großteil der Beute behält. Clitterhouse, von Rocks an der Veröffentlichung seiner Studien gehindert, erkennt, dass er das schlimmste Verbrechen, Mord, noch nicht untersucht hat. Mit einem vergifteten Drink tötet er Rocks. Jo hilft ihm, die Leiche in einem Fluss zu versenken, dennoch wird sie von der Polizei gefunden und das Gift im Körper entdeckt.
Nachdem das Abhören eines Gespräches von Jo die Polizei auf die richtige Fährte führt, wird Dr. Clitterhouse von seinem Freund Lane verhaftet. Vor Gericht verteidigt sich der Arzt, indem er angibt, alles aus wissenschaftlichen Beweggründen gemacht zu haben. Als geistig gesunder Mann steht er zu seinen Taten und sieht der Todesstrafe gelassen entgegen. Das wiederum bestärkt die Geschworenen in der Meinung, Clitterhouse sei geistig gestört, und sie sprechen ihn daraufhin frei. In dem anschließenden Tumult im Gerichtssaal bricht der Juryvorsteher zusammen. Es wird nach einem Arzt gerufen, was Clitterhouse aufmerksam beobachtet.

## Hintergrund
Bevor das Bühnenstück am Broadway gespielt wurde, lief es erfolgreich in London. Die Titelrolle wurde von Sir Cedrick Hardwicke gespielt.
Susan Hayward spielte in ihrem zweiten Kino-Auftritt eine Patientin, die Szenen mit ihr wurden herausgeschnitten. In der Originalversion ist als Radiosprecher der spätere US-Präsident Ronald Reagan zu hören.
Viele der am Film beteiligten Personen waren Emigranten: Regisseur Anatole Litvak wurde in Kiew in der heutigen Ukraine geboren, Edward G. Robinson war gebürtiger Rumäne. Donald Crisp war, wie der Autor des Bühnenstücks Barré Lyndon, Brite. Curt Bois kam, wie der Art-Director Carl Julius (Jules) Weyl, aus Deutschland, Vladimir Sokoloff aus Russland. Der oscarprämierte Komponist Max Steiner wurde im ehemaligen Österreich-Ungarn geboren, der ebenso mit dem Oscar geehrte Kameramann Tony Gaudio in Italien.
Musikalischer Direktor des Films war Oscar-Preisträger Leo F. Forbstein. Als medizinischer Berater fungierte Dr. Leo Shulman, der insgesamt für sieben Filme als Berater tätig war.
Im britischen Fernsehen gab es zwei Verfilmungen des Bühnenstücks 1947 mit Harold Warrender und 1962 mit Leo McKern in der Titelrolle.

## Kritiken
„Geistreiche Parodie auf Gangsterfilme der 30er Jahre. Flüssig inszeniert und bis in die Nebenrollen außer dem enttäuschenden Bogart hervorragend besetzt.“

„Edward G. Robinson und der junge Humphrey Bogart stehen sich in dieser amüsanten Kriminalkomödie gegenüber, die das "Dr. Jekyll und Mr. Hyde"-Thema im Gangstermilieu ansiedelt. Bogart gibt mit seiner Darstellung eines kaltblütigen Gangsters ein Musterbeispiel purer Bosheit.“

## DVD-Veröffentlichung
Warner Home Video bringt eine um 3 Minuten gekürzte Fassung des Filmes auf DVD heraus (Bildformat: 1.33:1 im PAL-System – Sprache / Tonformat: Deutsch, Englisch, Spanisch, Italienisch (Dolby Digital 1.0 Mono) – Ländercode: 2)